# Falang
Pour l’expression désignant les Occidentaux dans certaines cultures asiatiques, voir Farang.
Falang (chinois : 法朗 ; pinyin : fǎlǎng) est un moine bouddhiste chinois né vers 507 et mort en 581. Il est le sixième patriarche de l’école Sanlun (三论宗, sānlùn zōng).
Ordonné moine à l’âge de 21 ans, Falang fut ensuite initié par Sengquan aux enseignements sanlun. Il devint en 558 le supérieur du monastère de Nanjing, où il eut notamment pour disciple Jizang.
Il critiqua l’école Chengshi.